# A Pécsi Mecsek FC 2005–2006-os szezonja
A Pécsi Mecsek FC 2005–2006-os szezonja szócikk a Pécsi Mecsek FC első számú férfi labdarúgócsapatának egy szezonjáról szól, mely összességében a 45. idénye a csapatnak a magyar első osztályban. A klub fennállásának ekkor volt az 55. évfordulója.

## Mérkőzések
| Színmagyarázat | Színmagyarázat |
| -------------- | -------------- |
|                | Győzelem.      |
|                | Döntetlen.     |
|                | Vereség.       |

### Borsodi Liga 2005–06

#### Őszi fordulók
| 1. forduló 2005. július 30. 19:00 |

| Pécsi MFC                                                   | 2 – 1   | Kaposvári Rákóczi                       |
| ----------------------------------------------------------- | ------- | --------------------------------------- |
| Balaskó 17' 25' (11-esből) Szabados 41' Berdó 52' Sipos 89' | (2 – 0) | Szakály 77' Andruskó 3' Kovácsevics 59' |

| PMFC Stadion, Pécs Nézőszám: 2 000 Játékvezető: Bede Ferenc (magyar) |

| 2. forduló 2005. augusztus 6. 19:00 |

| MTK Budapest           | 2 – 0   | Pécsi MFC              |
| ---------------------- | ------- | ---------------------- |
| Lambulić 49' Illés 90' | (0 – 0) | Pavičević 27' Gaál 60' |

| Hidegkuti Nándor Stadion, Budapest Nézőszám: 1 000 Játékvezető: Megyebíró János (magyar) |

| 3. forduló 2005. augusztus 20. 19:00 |

| Pécsi MFC                           | 0 – 1   | Győri ETO                      |
| ----------------------------------- | ------- | ------------------------------ |
| Schindler 6' Bajusz 45' Horváth 70' | (0 – 1) | Vincze 35' (11-esből) Zsók 32' |

| PMFC Stadion, Pécs Nézőszám: 2 500 Játékvezető: Makai János (magyar) |

| 4. forduló 2005. augusztus 27. 19:00 |

| Újpest                                                  | 5 – 1   | Pécsi MFC                            |
| ------------------------------------------------------- | ------- | ------------------------------------ |
| Rajczi 25' 38' 67' Kovács 34' 62' Kőhalmi 52' Vaskó 58' | (3 – 0) | Balaskó 57' (11-esből) Pavičević 59' |

| Szusza Ferenc Stadion, Budapest Nézőszám: 3 320 Játékvezető: Fábián Mihály (magyar) |

| 5. forduló 2005. szeptember 17. 19:00 |

| Pécsi MFC                                                         | 5 – 0   | Diósgyőr                                                  |
| ----------------------------------------------------------------- | ------- | --------------------------------------------------------- |
| Szekeres 9' Schindler 51' Horváth 57' Kulcsár 65' Balaskó 73' 32' | (1 – 0) | Siminić 30' Farkas 53' Vámosi 61′ Halgas 69′ Pintér 90+2′ |

| PMFC Stadion, Pécs Nézőszám: 2 000 Játékvezető: Saskőy Szabolcs (magyar) |

| 6. forduló 2005. szeptember 24. 19:00 |

| Vasas                                     | 3 – 0   | Pécsi MFC             |
| ----------------------------------------- | ------- | --------------------- |
| Gyánó 32' 78' (11-esből) 90+3' Völgyi 39' | (1 – 0) | Sipos 56' Szögedi 77' |

| Illovszky Rudolf Stadion, Budapest Nézőszám: 3 000 Játékvezető: Vad II. István (magyar) |

| 7. forduló 2005. október 1. 18:00 |

| Pécsi MFC                                  | 4 – 0   | Rákospalotai EAC |
| ------------------------------------------ | ------- | ---------------- |
| Kulcsár 48' Tarcsa 52' 75' Pavičević 90+1' | (0 – 0) |                  |

| PMFC Stadion, Pécs Nézőszám: 1 500 Játékvezető: Gergely Sándor (magyar) |

| 8. forduló 2005. október 15. 18:00 |

| Pécsi MFC                  | 0 – 2   | FC Fehérvár                     |
| -------------------------- | ------- | ------------------------------- |
| Szabados 30' Schindler 81' | (0 – 1) | Koller 43' Sitku 89' Farkas 35' |

| PMFC Stadion, Pécs Nézőszám: 2 000 Játékvezető: Szabó Zsolt (magyar) |

| 9. forduló 2005. október 23. 17:00 |

| Debreceni VSC                               | 3 – 1   | Pécsi MFC                   |
| ------------------------------------------- | ------- | --------------------------- |
| Sidibe 8' Brnović 30' Ferenczi 89' Máté 86' | (2 – 0) | Szögedi 90+1' Pavičević 22' |

| Oláh Gábor utcai stadion, Debrecen Nézőszám: 7 000 Játékvezető: Vad II. István (magyar) |

| 10. forduló 2005. október 29. 14:30 |

| Pécsi MFC     | 0 – 1   | FC Tatabánya                  |
| ------------- | ------- | ----------------------------- |
| Schindler 80' | (0 – 1) | Nagy 19' Megyesi 32' Tóth 73' |

| PMFC Stadion, Pécs Nézőszám: 1 500 Játékvezető: Szarka Zoltán (magyar) |

| 11. forduló 2005. november 5. 18:00 |

| FC Sopron                                    | 3 – 1   | Pécsi MFC                                         |
| -------------------------------------------- | ------- | ------------------------------------------------- |
| Horváth 28' 48' 22' Signori 88' Costisor 71' | (1 – 1) | Balaskó 2' 12' Bajusz 49' Dienes 58' Szekeres 82' |

| Káposztás utcai Stadion, Sopron Nézőszám: 3 600 Játékvezető: Erdős József (magyar) |

| 12. forduló 2005. november 19. 17:00 |

| Pécsi MFC              | 0 – 0   | Ferencváros |
| ---------------------- | ------- | ----------- |
| Balaskó 53' Bajúsz 92' | (0 – 0) | Balog 48'   |

| PMFC Stadion, Pécs Nézőszám: 4 000 Játékvezető: Gergely Sándor (magyar) |

| 13. forduló 2005. november 26. 17:00 |

| Budapest Honvéd | 1 – 1   | Pécsi MFC     |
| --------------- | ------- | ------------- |
| Dobos 85'       | (0 – 0) | Pavičević 60' |

| Bozsik József Stadion, Budapest Nézőszám: 1 200 Játékvezető: Arany Tamás (magyar) |

| 14. forduló 2005. december 3. 15:00 |

| Pécsi MFC                                     | 5 – 0   | Lombard Pápa                   |
| --------------------------------------------- | ------- | ------------------------------ |
| Kalina 4' 86' 88' 90' Berdó 29' 29' Sipos 60' | (2 – 0) | Lipták 20' Farkas 60′ Geri 87′ |

| PMFC Stadion, Pécs Nézőszám: 800 Játékvezető: Szarka Zoltán (magyar) |

| 15. forduló 2005. december 10. 15:00 |

| Zalaegerszegi TE   | 1 – 4   | Pécsi MFC                                        |
| ------------------ | ------- | ------------------------------------------------ |
| Sabo 48' Csóka 65' | (0 – 1) | Szabados 36' Balaskó 58' Szekeres 67' Kalina 81' |

| ZTE Aréna, Zalaegerszeg Nézőszám: 2 500 Játékvezető: Saskőy Szabolcs (magyar) |

#### Tavaszi fordulók
| 16. forduló 2006. február 25. 16:00 |

| Kaposvári Rákóczi                                                | 2 – 2   | Pécsi MFC                                                  |
| ---------------------------------------------------------------- | ------- | ---------------------------------------------------------- |
| Vasiljević 48' Zsolnai 61' Andruskó 13' Kovácsevics 53′ Mező 78' | (0 – 0) | Zahorecz 84' (öngól) Balaskó 87' Pavičević 45′ Kulcsár 52' |

| Rákóczi Stadion, Kaposvár Nézőszám: 2 000 Játékvezető: Makai János (magyar) |

| 17. forduló 2006. március 4. 16:00 |

| Pécsi MFC                                            | 2 – 2   | MTK Budapest                      |
| ---------------------------------------------------- | ------- | --------------------------------- |
| Szekeres 20' Balaskó 70' (11-esből) 72' Szabados 30' | (1 – 2) | Bonifert 7' Balogh 36' Hrepka 86' |

| PMFC Stadion, Pécs Nézőszám: 2 000 Játékvezető: Gergely Sándor (magyar) |

| 18. forduló 2006. március 11. 16:00 |

| Győri ETO                  | 1 – 1   | Pécsi MFC                            |
| -------------------------- | ------- | ------------------------------------ |
| Priskin 43' 56' Lajtos 60' | (1 – 0) | Jevdjović 67' Kulcsár 34' Sólyom 80' |

| ETO Park, Győr Nézőszám: 1 200 Játékvezető: Kassai Viktor (magyar) |

| 19. forduló 2006. március 18. 15:00 |

| Pécsi MFC                               | 2 – 0   | Újpest                |
| --------------------------------------- | ------- | --------------------- |
| Kulcsár 19' 59' Sipos 88' Pavičević 77' | (1 – 0) | Tóth B. 46' Böjte 71′ |

| PMFC Stadion, Pécs Nézőszám: 3 500 Játékvezető: Bede Ferenc (magyar) |

| 20. forduló 2006. március 25. 17:00 |

| Diósgyőr   | 0 – 0   | Pécsi MFC  |
| ---------- | ------- | ---------- |
| Sipeki 78' | (0 – 0) | Lantos 90' |

| DVTK-stadion, Miskolc Nézőszám: 3 000 Játékvezető: Sápi Csaba (magyar) |

| 21. forduló 2006. április 1. 17:00 |

| Pécsi MFC                                        | 0 – 0   | Vasas     |
| ------------------------------------------------ | ------- | --------- |
| Schindler 7' Győri 13' Pavičević 52' Kulcsár 81' | (0 – 0) | Fehér 69′ |

| PMFC Stadion, Pécs Nézőszám: 2 000 Játékvezető: Szabó Zsolt (magyar) |

| 22. forduló 2006. április 8. 16:30 |

| Rákospalotai EAC          | 1 – 1   | Pécsi MFC                                         |
| ------------------------- | ------- | ------------------------------------------------- |
| Nyerges 90+1' Horváth 74' | (0 – 1) | Schindler 45' 78' Dienes 24' Győri 39' Lantos 80' |

| Budai II László Stadion, Budapest Nézőszám: 1 000 Játékvezető: Saskőy Szabolcs (magyar) |

| 23. forduló 2006. április 15. 18:00 |

| FC Fehérvár            | 1 – 0   | Pécsi MFC                        |
| ---------------------- | ------- | -------------------------------- |
| Dvéri 43' Schwarcz 62′ | (1 – 0) | Bajusz 26' Berdó 30' Kulcsár 58' |

| Sóstói Stadion, Székesfehérvár Nézőszám: 3 500 Játékvezető: Vad II. István (magyar) |

| 24. forduló 2006. április 22. 18:00 |

| Pécsi MFC                          | 0 – 2   | Debreceni VSC                         |
| ---------------------------------- | ------- | ------------------------------------- |
| Sólyom 14' Szabados 17' Tarcsa 79' | (0 – 1) | Sidibe 15' (11-esből) 72' Komlósi 49' |

| PMFC Stadion, Pécs Nézőszám: 3 500 Játékvezető: Gergely Sándor (magyar) |

| 25. forduló 2006. április 29. 17:00 |

| FC Tatabánya            | 2 – 0   | Pécsi MFC    |
| ----------------------- | ------- | ------------ |
| Márkus 48' 70' Filó 34' | (0 – 0) | Szekeres 68' |

| Városi Stadion, Tatabánya Nézőszám: 2 000 Játékvezető: Szilasi Szabolcs (magyar) |

| 26. forduló 2006. május 6. 19:00 |

| Pécsi MFC            | 2 – 1   | FC Sopron                           |
| -------------------- | ------- | ----------------------------------- |
| Vujić 48' Bajusz 52' | (0 – 0) | Ibrić 74' Ivancsics 21' Horváth 56' |

| PMFC Stadion, Pécs Nézőszám: 2 000 Játékvezető: Saskőy Szabolcs (magyar) |

| 27. forduló 2006. május 12. 19:00 |

| Ferencváros                              | 3 – 1   | Pécsi MFC                               |
| ---------------------------------------- | ------- | --------------------------------------- |
| Jovánczai 12' 28' Lipcsei 14' Tőzsér 33' | (3 – 0) | Kulcsár 70' Pavičević 37' Schindler 85' |

| Üllői úti stadion, Budapest Nézőszám: 4 100 Játékvezető: Kassai Viktor (magyar) |

| 28. forduló 2006. május 20. 18:00 |

| Pécsi MFC                       | 1 – 0   | Budapest Honvéd |
| ------------------------------- | ------- | --------------- |
| Kulcsár 10' Győri 29' Berdó 66' | (1 – 0) | Kovács 18'      |

| PMFC Stadion, Pécs Nézőszám: 1 200 Játékvezető: Török Károly (magyar) |

| 29. forduló 2006. május 27. 19:00 |

| Lombard Pápa                                                         | 3 – 1   | Pécsi MFC                                       |
| -------------------------------------------------------------------- | ------- | ----------------------------------------------- |
| Lipták 63' 88' Honma 90' Élder 12' Manoel 34' Farkas 80' Kincses 90' | (0 – 0) | Jevdjović 73' Lantos 55' Sipos 69' Szekeres 76' |

| Perutz Stadion, Pápa Nézőszám: 1 500 Játékvezető: Mészáros István (magyar) |

| 30. forduló 2006. június 3. 18:00 |

| Pécsi MFC                                   | 0 – 0   | Zalaegerszegi TE      |
| ------------------------------------------- | ------- | --------------------- |
| Luczek 40' Balaskó 44' Sipos 75' Bajusz 82' | (0 – 0) | Lendvai 53′ Józsi 62' |

| PMFC Stadion, Pécs Nézőszám: 600 Játékvezető: Szilasi Szabolcs (magyar) |

#### Végeredmény
|    | Csapat            | Játszott | Gy | D  | V  | L  | K  | GK  | Pont |
| -- | ----------------- | -------- | -- | -- | -- | -- | -- | --- | ---- |
| 1  | Debreceni VSC     | 30       | 20 | 8  | 2  | 69 | 34 | +35 | 68   |
| 2  | Újpest            | 30       | 20 | 5  | 5  | 74 | 37 | +37 | 65   |
| 3  | FC Fehérvár       | 30       | 19 | 7  | 4  | 52 | 24 | +28 | 64   |
| 4  | MTK Budapest      | 30       | 18 | 6  | 6  | 65 | 33 | +32 | 60   |
| 5  | FC Tatabánya      | 30       | 11 | 8  | 11 | 46 | 45 | +1  | 41   |
| 6  | Ferencváros       | 30       | 10 | 11 | 9  | 43 | 38 | +5  | 41   |
| 7  | Kaposvári Rákóczi | 30       | 10 | 7  | 13 | 35 | 41 | -6  | 37   |
| 8  | Diósgyőr          | 30       | 10 | 7  | 13 | 33 | 44 | -11 | 37   |
| 9  | Győri ETO         | 30       | 9  | 9  | 12 | 47 | 50 | -3  | 36   |
| 10 | FC Sopron         | 30       | 9  | 8  | 13 | 39 | 39 | 0   | 35   |
| 11 | Zalaegerszegi TE  | 30       | 9  | 8  | 13 | 42 | 47 | -5  | 35   |
| 12 | Pécsi MFC         | 30       | 8  | 9  | 13 | 37 | 41 | -4  | 33   |
| 13 | Budapest Honvéd   | 30       | 8  | 9  | 13 | 33 | 52 | -19 | 33   |
| 14 | Rákospalotai EAC  | 30       | 7  | 5  | 18 | 30 | 59 | -29 | 26   |
| 15 | Vasas             | 30       | 5  | 10 | 15 | 32 | 47 | -15 | 25   |
| 16 | Lombard Pápa      | 30       | 5  | 7  | 18 | 30 | 76 | -46 | 22   |

1. ↑  Intertotó-kupa induló

#### Helyezések fordulónként
| Forduló  | 1  | 2  | 3  | 4  | 5  | 6 | 7  | 8 | 9  | 10 | 11 | 12 | 13 | 14 | 15 | 16 | 17 | 18 | 19 | 20 | 21 | 22 | 23 | 24 | 25 | 26 | 27 | 28 | 29 | 30 |
| -------- | -- | -- | -- | -- | -- | - | -- | - | -- | -- | -- | -- | -- | -- | -- | -- | -- | -- | -- | -- | -- | -- | -- | -- | -- | -- | -- | -- | -- | -- |
| Helyszín | O  | I  | O  | I  | O  | I | O  | O | I  | O  | I  | O  | I  | O  | I  | I  | O  | I  | O  | I  | O  | I  | I  | O  | I  | O  | I  | O  | I  | O  |
| Eredmény | GY | V  | V  | V  | GY | V | GY | V | V  | V  | V  | D  | D  | GY | GY | D  | D  | D  | GY | D  | D  | D  | V  | V  | V  | GY | V  | GY | V  | D  |
| Helyezés | 4  | 10 | 11 | 13 | 9  | 9 | 9  | 9 | 10 | 12 | 14 | 13 | 13 | 12 | 10 | 12 | 12 | 12 | 11 | 11 | 11 | 11 | 12 | 13 | 13 | 12 | 13 | 11 | 13 | 12 |

Helyszín: O = Otthon; I = Idegenben. Eredmény: GY = Győzelem; D = Döntetlen; V = Vereség.

#### Eredmények összesítése
Az alábbi táblázatban összesítve szerepelnek a Pécsi Mecsek FC 2005/06-os bajnokságban elért eredményei.
| Ősz/tavasz (forduló)    | Otthon | Otthon | Otthon | Otthon | Otthon | Otthon | Otthon | Idegenben | Idegenben | Idegenben | Idegenben | Idegenben | Idegenben | Idegenben |
| Ősz/tavasz (forduló)    | M      | GY     | D      | V      | LG–KG  | GK     | P      | M         | GY        | D         | V         | LG–KG     | GK        | P         |
| ----------------------- | ------ | ------ | ------ | ------ | ------ | ------ | ------ | --------- | --------- | --------- | --------- | --------- | --------- | --------- |
| Őszi szezon (1–15.)     | 8      | 4      | 1      | 3      | 16–5   | +11    | 13     | 7         | 1         | 1         | 5         | 8–18      | –10       | 4         |
| Tavaszi szezon (16–30.) | 7      | 3      | 3      | 1      | 7–5    | +2     | 12     | 8         | 0         | 4         | 4         | 6–13      | –7        | 4         |
| Összesen (1–30.)        | 15     | 7      | 4      | 4      | 23–10  | +13    | 25     | 15        | 1         | 5         | 9         | 14–31     | –17       | 8         |

## Külső hivatkozások
- A csapat hivatalos honlapja
- A csapat mérkőzései a transfermarkt.de-n (németül)